# Umizoomi csapat
Az Umizoomi csapat (eredeti cím: Team Umizoomi) 2010 és 2015 között futott amerikai televíziós 3D-s számítógépes animációs sorozat. Amerikában 2010. január 25-től a Nickelodeon vetítette, majd a Nick Jr. sugározta. Magyarországon 2011. november 5-étől a Nickelodeon tűzte műsorra, majd a TV2 adta le.

## Szereplők
| Szereplő  | Eredeti hang                                        | Magyar hang   |
| --------- | --------------------------------------------------- | ------------- |
| Millie    | Sophia Fox (1. évad) Madeleine Rose Yen (2–4. évad) | Laudon Andrea |
| Geo       | Ethan Kempner (1–3. évad) Juan Mirt (4. évad)       | Bogdán Gergő  |
| Rob       | Donovan Patton                                      | Seder Gábor   |
| Őr egér   | Joe Narcisco (1–2. évad) Chris Phillips (2–4. évad) | Szokol Péter  |
| Umi kocsi | P.T. Walkley                                        | N/A           |

## Epizódok
| Évad | Évad | Epizódok | Eredeti sugárzás  | Eredeti sugárzás  | Magyar sugárzás    | Magyar sugárzás |
| Évad | Évad | Epizódok | Évadpremier       | Évadfinálé        | Évadpremier        | Évadfinálé      |
| ---- | ---- | -------- | ----------------- | ----------------- | ------------------ | --------------- |
|      | 1    | 19       | 2010. január 25.  | 2010. október 20. | 2011. november 5.  | 2012. május 27. |
|      | 2    | 19       | 2010. október 18. | 2011. október 12. | 2012.              | 2012.           |
|      | 3    | 20       | 2011. október 13. | 2012. december 6. | 2013. július 29.   | 2013.           |
|      | 4    | 20       | 2013. február 4.  | 2015. április 24. | 2013. december 16. | TBA             |

## Más országokban
| Ország                    | Csatorna    | Sorozat Premier   |
| ------------------------- | ----------- | ----------------- |
| Amerikai Egyesült Államok | Nickelodeon | 2010. január 25.  |
| Amerikai Egyesült Államok | Nick Jr.    | 2010. február 16. |
| Németország               | Nickelodeon | 2010. március 12. |
| Ausztrália                | Nick Jr.    | 2010. július 5.   |